# Südösterreichischer Jakobsweg
Der Südösterreichische Jakobsweg ist ein grenzüberschreitender, teilweise beschilderter Hauptast im österreichischen Jakobspilgerwegenetz.
Der Weg führt von Graz über Slowenien, Kärnten, Osttirol und Südtirol nach Nordtirol bis Innsbruck und mündet dort in den Jakobsweg Österreich ein. Dieser stützt sich ungeachtet von regionalen Abweichungen hinsichtlich der Routenführung im Wesentlichen auf Forschungsergebnisse von Peter Lindenthal.
In der Steiermark ist dieser Weg mit einigen Jakobsmuscheln versehen, jedoch nicht markiert und kann daher nur mit Hilfe von Routenbeschreibungen und Karten begangen werden. Weite Strecken des südösterreichischen Jakobsweges insbesondere in Slowenien sind bislang gar nicht beschildert.
Einzelne beschilderte Abschnitte des südösterreichischen Jakobsweges können auch dem Jakobswegenetz des jeweiligen Bundeslandes zugeordnet werden, beispielsweise in Kärnten dem Jakobsweg Kärnten, in Osttirol und Nordtirol dem Jakobsweg Tirol sowie dazwischen in Südtirol dem Jakobsweg Südtirol.
In der Steiermark führt die durch eine private Initiative beschilderte Alternativroute als Jakobsweg Weststeiermark von Thal bei Graz durch die Weststeiermark und mündet nach Überquerung der Landesgrenze in Kärnten in Lavamünd im Jauntal in die Hauptroute des südösterreichischen Jakobswegs ein.

## Beschreibung

### Steiermark
In der Steiermark ist dieser Weg mit einigen Jakobsmuscheln versehen, jedoch nicht markiert und kann daher nur mit Hilfe von Routenbeschreibungen und Karten begangen werden.
Der Südösterreichische Jakobsweg beginnt ebenso wie der Jakobsweg Weststeiermark bei der vom Maler Ernst Fuchs gestalteten Pfarrkirche Thal in Thal bei Graz, verlässt den Ort jedoch Richtung Graz Altstadt, wo eine der sechs Wallfahrtskirchen, die Wallfahrts- und Klosterkirche Mariahilf direkt am Weg und direkt an der Mur liegt.
Von Graz bis Kalsdorf verläuft der Weg direkt an der Mur gemeinsam mit dem Murradweg. Nach Kalsdorf führt der Weg nach Enzelsdorf zur Jogglkirche (Jakobskirche) und anschließend weiter nach Mellach und Wildon.
Eine weitere Etappe führt in die Südsteirische Weinstraße über den Wildoner Berg hinaus aus dem Murtal zur Laßnitz und zur Sulm, vorbei am Schloss Seggau und an der Wallfahrtskirche am Frauenberg bei Leibnitz. Auch die Stadtpfarrkirche von Leibnitz ist eine Jakobskirche. Der Jakobsweg führt weiter über Sankt Veit am Vogau nach Ehrenhausen und folgt dann wieder der Mur bis Spielfeld, wo die Grenze nach Slowenien überquert wird.

### Slowenien
In Slowenien ist der Jakobsweg nicht markiert und kann daher nur mit Hilfe von Routenbeschreibungen und Karten begangen werden.
In Slowenien geht es in der historischen Region Untersteiermark zunächst in der Region Slovenske Gorice (Windische Bühel) in über Šentilj v Slovenskih goricah (St. Egidi in Windischbüheln, St. Ilgen) an der Wallfahrtskirche Sv. Kunigunda in Spodnja Kungota vorbei bis zur Universitätsstadt Maribor (Marburg an der Drau).
Der Weg von Maribor bis nach Lavamünd führt mehr als 77 Kilometer immer entlang des Drautales im Bergland Pohorje (Bachergebirge) an Ruše (Maria Rast) und Puščava (Maria in der Wüste), Podvelka (Podwölling) und Vuzenica (Saldenhofen) vorbei. Im weiteren Verlauf  gelangt man durch die Gemeinden Radlje ob Dravi (Mahrenberg), Trbonje und Dravograd (Unterdrauburg), bevor es über die slowenisch-österreichischen Grenze bis Lavamünd geht. Ab Podvelka zählen die genannten Gemeinden zur Region Koroška. Die Gegend ist bislang touristisch kaum erschlossen und es fehlt daher auch jegliche Pilgerinfrastruktur.

### Kärnten
Der Jakobsweg durchquert in Kärnten folgende Abschnitte des Drautals: (Gehrichtung flussaufwärts, von Ost nach West) Jauntal, Rosental, Villacher Becken, Unteres Drautal, Lurnfeld und Oberes Drautal. Der Jakobsweg verläuft dabei großteils südlich der Drau.
Die von Peter Lindenthal beschriebene, nicht markierte Route verläuft von Lavamünd nach Wasserhofen und über Glainach und St. Jakob im Rosental nach Villach. Von dort nach Lendorf, Berg im Drautal, Oberdrauburg und weiter nach Osttirol.
Teilweise davon abweichend wurde der Jakobsweg Kärnten mit Holztafeln beschildert.

### Osttirol
Der Osttiroler Abschnitt des Südösterreichischen Jakobsweges ist als Jakobsweg Tirol ausgeschildert und Teil des Tiroler Jakobspilgerwegenetz.
Der Weg ist sowohl in der Variante von Peter Lindenthal als auch in einer Jakobsweg Tirol Variante beschildert und beginnt an der Grenze von Kärnten zu Tirol bei Nikolsdorf, wo sich einerseits eine Bartholomäus-Kirche und andererseits die Wallfahrtskirche Hl. Chrysant befindet.
Der Weg verläuft über Lavant (Ulrichskirche), Dölsach (Martinskirche) und Tristach (Laurentiuskirche) zur Osttiroler Hauptstadt Lienz.
Südlich davon befindet sich in Amlach die Galitzenklamm. Weitere Orte auf dem Weg Richtung Westen sind Leisach (Michaelskirche), Assling mit zwei Stationen der sogenannten Michael-Pacher-Route, Anras mit Stephans- und Antoniuskirche, Abfaltersbach mit Lourdeskapelle, Strassen am Eingang des Lesachtals mit Jakobskirche und Heinfels mit der Burg Heinfels.
Sillian ist der Hauptort des Osttiroler Hochpustertales, wo der Karnische Höhenweg und der Drauradweg beginnen und der Jakobsweg im Ortsteil Arnbach Osttirol Richtung Südtirol verlässt.

### Südtirol
Der Jakobsweg Südtirol verbindet auf einer Strecke von ungefähr 120 Kilometer einst durch Grenzen geteilte Landschaften wie das Ost- und Südtiroler Hochpustertal und das Süd- und Nordtiroler Wipptal. Bedeutende Orte entlang des Weges von Innichen bis zum Brennerpass sind Bruneck, Brixen, Franzensfeste und Sterzing.
In Brixen mündet ein von Süden kommender Jakobsweg in den Jakobsweg Südtirol ein. Ebenfalls in Brixen zweigt eine in Vorbereitung befindliche Route des Jakobsweges ab, die entlang des „Keschtn-Weges“ von Brixen nach Bozen, weiter nach Meran in den Vinschgau führt, von wo eine Verbindung ins Engadin besteht.
Das Projekt „Jakobswege in Südtirol“ wird vom Bildungshaus Kloster Neustift organisiert, wobei der Tourismusverband Eisacktal und der Tourismusverband Hochpustertal als Partner zur Verfügung stehen.

### Nordtirol
Der Jakobsweg Südösterreich erreicht Nordtirol über den Brennerpass und mündet in Innsbruck in den Jakobsweg Österreich.
Zwischen Brennerpass und Innsbruck liegen nachstehende Orte am Südösterreichischen Jakobsweg: Gries am Brenner, Vals, Steinach am Brenner, Matrei am Brenner, Mühlbachl, Pfons, Ellbögen, Patsch, Igls und Vill.